# Campeonato nacional de Estados Unidos 1940
Lista de los campeones del Campeonato nacional de Estados Unidos de 1940:

## Senior

### Individuales masculinos
Donald McNeill vence a  Bobby Riggs, 4–6, 6–8, 6–3, 6–3, 7–5

### Individuales femeninos
Alice Marble vence a  Helen Jacobs, 6–2, 6–3

### Dobles masculinos
Jack Kramer /  Ted Schroeder vencen a  Gardnar Mulloy /  Henry Prussoff, 6–4, 8–6, 9–7

### Dobles femeninos
Sarah Palfrey Cooke /  Alice Marble vencen a  Dorothy Bundy /  Marjorie Gladman Van Ryn, 6–4, 6–4

### Dobles mixto
Alice Marble /  Bobby Riggs vencen a  Dorothy Bundy /  Jack Kramer, 9–7, 6–1
| Predecesor: 1939                         | Campeonato nacional de Estados Unidos 1940 | Sucesor: 1941 |
| Predecesor: Campeonato de Australia 1940 | Grand Slam 1940                            | Sucesor: -    |

- Datos: Q2410013